# Matt Doyle
Matt Doyle (Larkspur, California, 13 de mayo de 1987) es un actor y cantautor estadounidense que vive en Manhattan. Es conocido por su trabajo en Spring Awakening, War Horse y The Book of Mormon en Broadway y como Glenn Mangan / Juliet en la adaptación cinematográfica de Shakespeare de 2011 Private Romeo dirigida por Alan Brown. Además, ha estado desarrollando una carrera musical con espectáculos en directo y 2 EP Daylight (2011) y Constant (2012).

## Biografía
Después de graduarse en el Redwood High School en Larkspur (California), Doyle fue a estudiar teatro clásico durante un año en la London Academy of Music and Dramatic Art. Siguiendo sus estudios, Doyle se mudó a Nueva York, y pronto se incorporó al reparto de la compañía original de Spring Awakening .
Doyle cantó el papel de Peter en la grabación del musical Bare: a pop opera, en 2007.  Él además interpretó aPeter en la lectura de 2009. Seguidamente de Spring Awakening, participó en una versión musical de Picnic at Hanging Rock, así como en varias otras lecturas y conciertos mostrando el trabajo de nuevos compositores.
En el otoño de 2008, Doyle hizo su primera aparición como Jonathan Whitney, el novio de Eric van der Woodsen en el éxito de CW Gossip Girl. Además, Doyle tiene un pequeño papel cantante en la película Once More With Feeling, que se estrenó en el Sundance Film Festival de 2009.
Doyle interpretó a Hugo Peabody en la primera reposición en Broadway de Bye Bye Birdie en 2009. El espectáculo cerró en enero de 2010.
Fue parte del elenco de la película de 2011 Private Romeo (previamente conocida como "McKinley" y "El Proyecto Shakespeare"), la cual fue un éxito en los festivales de cine en la primavera de dicho año.
Doyle recientemente apareció en el álbum de Brian Lowdermilk y Kait Kerrigan titulado Our First Mistake.  Él canta en las canciones "Last Week's Alcohol" y "Two Strangers."
En 2011, apareció como  Billy Narracott (u/s Albert) en War Horse en el Teatro Lincoln Center. El papel de Albert fue interpretado por el coprotagonista de Doyle en Private Romeo, Seth Numrich.  El espectáculo empezó con los preestrenos el 15 de marzo de 2011, y oficialmente comenzó el 14 de abril de 2011. Se fue en enero de 2012 por una producción de Dallas del nuevo musical Giant, la cual completó, decidiendo no unirse a la compañía en Broadway.
El 27 de noviembre de 2012, Doyle se unió al The Book of Mormon en Broadway con el papel de Elder Price.
El 17 de agosto de 2009, Doyle hizo su debut en solitario en el Joe's Pub en Nueva York, con una repetición el 27 de agosto.
El EP debut de Doyle, titulado Daylight, fue lanzado el 24 de mayo de 2011. Su secuela, Constant, fue lanzada el 12 de junio de 2012.

## Discografía
- 2011: Daylight (EP)
- 2012: Constant (EP)

## Filmografía
- 2008–2011: Gossip Girl (serie de televisión, 8 episodios como Jonathan Whitney).
- 2009: Once More with Feeling como Young Nonno.
- 2011: Private Romeo como Glenn Mangan/Juliet.

Documental
- 2007: Navigate this Maze como él mismo.

Banda sonora
- 2011: Private Romeo - actuación de "You Made Me Love You (I Didn't Want to Do It)".